# إيغور إيرهارتيتش
إيغور إيرهارتيتش (مواليد 29 يناير 1984) هو سبّاح من صربيا والجبل الأسود، مثّل بلاده في الألعاب الأولمبية الصيفية 2004.

## روابط خارجية
إيغور إيرهارتيتش على موقع الاتحاد الدولي للسباحة (الإنجليزية)
- إيغور إيرهارتيتش على موقع أوليمبيديا (الإنجليزية)